# Авентисян, Авентис
Аве́нтис Авентися́н (греч. Αβέντις Αβεντισιάν; род. 17 августа 2002, Салоники) — армянский и греческий футболист, защитник клуба «Вест Армения».

## Клубная карьера
Воспитанник футбольной школы греческого клуба ПАОК. В 2022 году перешёл из второй команды клуба в «Гоу Эхед Иглз», параллельно привлекался к матчам команды до 21 года. Дебютировал в Эредивизи 11 мая 2022 года в матче против «Фейеноорда».
В феврале 2024 года перешёл на правах аренды в хорватский «Ярун» до конца сезона.

## Карьера в сборной
Играл за сборные Греции до 16 и до 17 лет. За сборную до 17 лет дебютировал в квалификации Евро в матче с Латвией в 2018 году. Также играл за сборную Армении до 16 лет.